# Gora Belka
Gora Belka är ett berg i Antarktis. Det ligger i Östantarktis. Norge gör anspråk på området. Toppen på Gora Belka är 1 508 meter över havet, eller 114 meter över den omgivande terrängen. Bredden vid basen är 1,5 km.
Terrängen runt Gora Belka är varierad. Trakten är obefolkad. Det finns inga samhällen i närheten. 